# BK Armex Děčín
BK ARMEX ENERGY Děčín (celým názvem: Basketbalový klub ARMEX ENERGY Děčín) je český basketbalový klub, který sídlí v Děčíně v Ústeckém kraji. Od sezóny 1993/94 působí v české nejvyšší basketbalové soutěži, známé pod sponzorským názvem Kooperativa NBL.
Počátky týmu sahají do roku 1945, kdy byl klub založen jako součást děčínského Sokola. V roce 1960 se Děčín probojoval do 2. ligy a v roce 1974 poprvé do československé první ligy. Ihned po jedné sezóně sestoupil zpět do 2. ligy, podobný scénář se pak opakoval ještě v sezónách 1986/87 a 1988/89.
V roce 1993 se BK ARMEX ENERGY Děčín probojoval do tehdy již české nejvyšší soutěže, kde od té doby hraje nepřetržitě až do současnosti. Největším úspěchem týmu ze severu Čech je zisk stříbrných medailí ze sezon 2014/15, 2015/16, 2016/17, 2018/2019 a 2022/2023 a také bronzové medaile z let 1998, 2009, 2011 a 2024. V Českém poháru celek Děčín získal tři stříbrné medaile, v roce 2012 po finálové prohře s Nymburkem, v roce 2015 po prohře s Prostějovem a v roce 2016 po prohře s Pardubicemi. Bronzovou medaili v Českém poháru získali Severočeši na domácí palubovce v roce 2011 když v souboji o 3. místo porazili Prostějov.
Své domácí zápasy hraje celek BK ARMEX ENERRGY Děčín ve sportovní hale v Maroldově ulici. Ta nese název ARMEX Sportcentrum. Ta má po rozsáhlé rekonstrukci v roce 2004 kapacitu 1200 diváků.

## Historické názvy
Zdroj:
- 1945 – Sokol Děčín
- 1960 – TJ Spartak-Karna Děčín (Tělovýchovná jednota Lokomotiva Děčín)
- 197? – TJ Lokomotiva Děčín (Tělovýchovná jednota Lokomotiva Děčín)
- 1990 – BK Lokomotiva Děčín (Basketbalový klub Lokomotiva Děčín)
- 1995 – BK SČE Děčín (Basketbalový klub Severočeské energetiky Děčín)
- 2005 – BK Děčín (Basketbalový klub Děčín)
- 2015 – BK Armex Děčín (Basketbalový klub Armex Děčín)
- 2024  - BK Armex Energy Děčín (Basketbalový klub Armex Energy Děčín)

## Soupiska sezóny 2024/2025
Zdroj:
| Číslo | Stát        | Hráč                      | Ročník | Výška  | Příchod z              |
| 0     | USA         | Jordan Ogundiran          | 1996   | 180 cm | FMP Skopje             |
| 5     | Česko       | Tomáš Pomikálek           | 1989   | 200 cm | ČEZ Basketball Nymburk |
| 6     | Česko       | Lukáš Bobek               | 2000   | 197 cm | USK Praha              |
| 7     | Česko       | Tadeáš Slowiak            | 2004   | 200 cm | Jindřichův Hradec      |
| 8     | Česko       | Adam Pecháček             | 1995   | 206 cm | BK Opava               |
| 9     | Česko       | Oliver Žižka              | 2005   | 202 cm | nepřestoupil           |
| 10    | Česko       | Josef Gabriel             | 2006   | 194 cm | SLUNETA Ústí n. L.     |
| 13    | Česko       | Filip Kroutil             | 1996   | 191 cm | Sokol Pražský          |
| 14    | Česko       | Petr Macháč               | 1999   | 200 cm | USK Praha              |
| 16    | Česko       | Jan Štěrba                | 1995   | 200 cm | BK KVIS Pardubice      |
| 19    | Nový Zéland | Isaac Davidson            | 1997   | 201 cm | Franklin               |
| 20    | Kanada      | Jaden Dewar Edwards       | 1999   | 196 cm | SLUNETA Ústí n. L.     |
| 22    | USA         | Anthony Lamont Walton Jr. | 1990   | 188 cm | BK Iskra Svit          |
| 44    | Česko       | Lukáš Feštr               | 1994   | 185 cm | Jindřichův Hradec      |
| 47    |             | Maksim Šturanović         | 1988   | 209 cm | Královští sokoli       |

## Umístění v jednotlivých sezonách
Stručný přehled
Zdroj:
- 1974–1975: 1. liga (1. ligová úroveň v Československu)
- 1986–1987: 1. liga (1. ligová úroveň v Československu)
- 1988–1989: 1. liga (1. ligová úroveň v Československu)
- 1993–1998: 1. liga (1. ligová úroveň v České republice)
- 1998– : Národní basketbalová liga (1. ligová úroveň v České republice)
- 2016–2019: Alpe Adria Cup (mezinárodní soutěž)

Jednotlivé ročníky
Zdroj:
Legenda: ZČ - základní část, červené podbarvení - sestup, zelené podbarvení - postup, fialové podbarvení - reorganizace, změna skupiny či soutěže
| Československo (1974 – 1993) |                           |           |                   |                                       |              |
| Sezóny                       | Soutěž                    | Úroveň    | ZČ                | Play-off, nadstavba, sk. o udržení... | Poznámky     |
| 1974/75                      | 1. liga                   | 1. úroveň | 12. místo         |                                       | Sestup       |
| ...                          |                           |           |                   |                                       |              |
| 1986/87                      | 1. liga                   | 1. úroveň | 11. místo         |                                       | Sestup       |
| ...                          |                           |           |                   |                                       |              |
| 1988/89                      | 1. liga                   | 1. úroveň | 12. místo         |                                       | Sestup       |
| ...                          |                           |           |                   |                                       |              |
| Česko (1993 – )              |                           |           |                   |                                       |              |
| Sezóny                       | Soutěž                    | Úroveň    | ZČ                | Play-off, nadstavba, sk. o udržení... | Poznámky     |
| 1993/94                      | 1. liga                   | 1. úroveň | 10. místo         |                                       |              |
| 1994/95                      | 1. liga                   | 1. úroveň | 10. místo         |                                       |              |
| 1995/96                      | 1. liga                   | 1. úroveň | 9. místo          |                                       |              |
| 1996/97                      | 1. liga                   | 1. úroveň | 7. místo          | Zápas o 5. místo (nerozhodně)         |              |
| 1997/98                      | 1. liga                   | 1. úroveň | 3. místo          | Zápas o 3. místo (výhra)              |              |
| 1997/98                      | 1. liga                   | 1. úroveň | 4. místo          | Zápas o 3. místo (prohra)             | Reorganizace |
| 1998/99                      | Národní basketbalová liga | 1. úroveň | 6. místo          | Čtvrtfinále                           |              |
| 1999/00                      | Národní basketbalová liga | 1. úroveň | 6. místo          | Čtvrtfinále                           |              |
| 2000/01                      | Národní basketbalová liga | 1. úroveň | 6. místo          | Čtvrtfinále                           |              |
| 2001/02                      | Národní basketbalová liga | 1. úroveň | 10. místo         |                                       |              |
| 2002/03                      | Národní basketbalová liga | 1. úroveň | 6. místo          | Čtvrtfinále                           |              |
| 2003/04                      | Národní basketbalová liga | 1. úroveň | 4. místo          | Čtvrtfinále                           |              |
| 2004/05                      | Národní basketbalová liga | 1. úroveň | 5. místo          | Čtvrtfinále                           |              |
| 2005/06                      | Národní basketbalová liga | 1. úroveň | 5. místo          | Zápas o 3. místo (prohra)             |              |
| 2006/07                      | Národní basketbalová liga | 1. úroveň | 2. místo          | Zápas o 3. místo (prohra)             |              |
| 2007/08                      | Národní basketbalová liga | 1. úroveň | 4. místo          | Čtvrtfinále                           |              |
| 2008/09                      | Národní basketbalová liga | 1. úroveň | 3. místo          | Semifinále                            |              |
| 2009/10                      | Národní basketbalová liga | 1. úroveň | 5. místo          | Čtvrtfinále                           |              |
| 2010/11                      | Národní basketbalová liga | 1. úroveň | 4. místo          | Semifinále                            |              |
| 2011/12                      | Národní basketbalová liga | 1. úroveň | 3. místo          | Semifinále                            |              |
| 2012/13                      | Národní basketbalová liga | 1. úroveň | 4. místo          | Čtvrtfinále                           |              |
| 2013/14                      | Národní basketbalová liga | 1. úroveň | 5. místo          | Čtvrtfinále                           |              |
| 2014/15                      | Národní basketbalová liga | 1. úroveň | 2. místo          | Finále                                |              |
| 2015/16                      | Národní basketbalová liga | 1. úroveň | 2. místo          | Finále                                |              |
| 2016/17                      | Národní basketbalová liga | 1. úroveň | 2. místo          | Finále                                |              |
| 2017/18                      | Národní basketbalová liga | 1. úroveň | 4. místo          | Čtvrtfinále                           |              |
| 2018/19                      | Národní basketbalová liga | 1. úroveň | 2. místo          | Finále                                |              |
| 2019/20                      | Národní basketbalová liga | 1. úroveň | 8. místo          |                                       |              |
| 2020/21                      | Národní basketbalová liga | 1. úroveň | 8. místo          |                                       |              |
| 2021/22                      | Národní basketbalová liga | 1. úroveň | 9. místo          |                                       |              |
| 2022/23                      | Národní basketbalová liga | 1. úroveň | 3. místo          | Finále                                |              |
| 2023/24                      | Národní basketbalová liga | 1. úroveň | 4. místo          | Semifinále                            |              |
| Celoevropské soutěže         |                           |           |                   |                                       |              |
| Sezóny                       | Soutěž                    | Úroveň    | ZČ                | Play-off, nadstavba, sk. o udržení... | Poznámky     |
| 2016/17                      | Alpe Adria Cup            | 1. úroveň | 3. místo (sk. D)  |                                       |              |
| 2017/18                      | Alpe Adria Cup            | 1. úroveň | 1. místo (sk. B)  | Čtvrtfinále                           |              |
| 2018/19                      | Alpe Adria Cup            | 1. úroveň | 3. místo (sk. A)  |                                       |              |
| 2019/20                      | Alpe Adria Cup            | 1. úroveň | 4. místo (sk. A)  |                                       |              |
| 2021/22                      | Alpe Adria Cup            | 1. úroveň | 11. místo (sk. A) |                                       |              |

## Účast v mezinárodních pohárech
Zdroj:
| Výkonnostní úrovně |
| mezikontinentální úroveň – Interkontinentální pohár                                                                                                  |
| 1. výkonnostní úroveň – Pohár mistrů evropských zemí, FIBA SuproLeague, Euroliga                                                                     |
| 2. výkonnostní úroveň – Pohár vítězů pohárů, Saportův pohár, ULEB Eurocup                                                                            |
| 3. výkonnostní úroveň – Koračův pohár, FIBA EuroCup Challenge (2002–2003), FIBA EuroChallenge, FIBA Europe Cup (2015–2016), Basketbalová liga mistrů |
| 4. výkonnostní úroveň – FIBA EuroCup Challenge (od r. 2003), FIBA Europe Cup (od r. 2016)                                                            |

Legenda: EL - Euroliga, PMEZ - Pohár mistrů evropských zemí, IP - Interkontinentální pohár, FSL - FIBA SuproLeague, UEC - ULEB Eurocup, BLM - Basketbalová liga mistrů, FEC - FIBA Europe Cup, PVP - Pohár vítězů pohárů, SP - Saportův pohár, KP - Koračův pohár, FECH - FIBA EuroChallenge, FECCH - FIBA EuroCup Challenge
- FECCH 2004/05 – Čtvrtfinále, Střed